# Baithéne mac Brénainn
Baithéne mac Brénainn (mort le 9 juin 600) ecclésiastique irlandais qui fut abbé d'Iona de 597 à 600.

## Biographie
Baithéne mac Brénainn parfois nommé Conín est le 2e abbé de l'abbaye d'Iona, successeur immédiat de son fondateur Colomba. Baithéne a été élevé en fosterage avec Colomba dont il est cousin germain. De ce fait il est le premier des douze compagnons qui accompagnent le futur saint lors de son établissement à Iona en 563. Adomnan qui se réfère plusieurs fois à Baithéne dans sa « Vita de Colomba » indique clairement que ce dernier l'a choisi comme successeur avant de mourir. Sous l'abbatiat du fondateur il a la charge de la communauté de pénitents d'Hinba il est également praepositus ou prieur de la communauté monastique fondée par Colomba à Mag Luinge sur Tiree dans les Hébrides intérieures. Dans une autre occasion, peut-être lors de ses fonctions religieuses antérieures en Irlande, Adomnan lui attribue un rôle de lecteur de psautiers dans le scriptorium mais aussi de superviseur des travaux des moines à l'époque des moisons pendant l'abbatiat de Colomba. Une Vita postérieure de Baithéne existe mais elle est peu utilisée par les historiens. Elle indique qu'il meurt un 9 juin c'est-à-dire le même jour que Colomba de l'année 598 comme le relèvent à tort les Annales d'Ulster et confirme les souvenirs d'Adomnan sur ses fonctions dans le scriptorium et pendant les moissons

## Article lié
- Abbaye d'Iona